# Tamás Bognár
Tamás Bognár (Sárvár, 18 november 1978) is een Hongaars voetbalscheidsrechter. Hij is in dienst van FIFA en UEFA sinds 2009. Ook leidt hij sinds 2006 wedstrijden in de Nemzeti Bajnokság.
Op 2 juli 2009 debuteerde Bognár in Europees verband tijdens een wedstrijd tussen Lisburn Distillery en FC Zestafoni in de voorronde van de UEFA Europa League; het eindigde in 1–5 en de Hongaarse leidsman gaf één gele kaart. Zijn eerste interland floot hij op 2 september 2011, toen Faeröer met 0–1 verloor van Italië. Tijdens dit duel gaf Bognár één gele kaart.

## Interlands
| Datum            | Plaats               | Wedstrijd                | Uitslag | Competitie             | Kreeg geel | Kreeg voor de tweede keer geel en dus rood | Weggestuurd |
| ---------------- | -------------------- | ------------------------ | ------- | ---------------------- | ---------- | ------------------------------------------ | ----------- |
| 2 september 2011 | Tórshavn, Faeröer    | Faeröer – Italië         | 0 – 1   | EK 2012 kwalificatie   | 1          | 0                                          | 0           |
| 12 oktober 2012  | Astana, Kazachstan   | Kazachstan – Oostenrijk  | 0 – 0   | WK 2014 kwalificatie   | 4          | 0                                          | 0           |
| 3 september 2015 | Haifa, Israël        | Israël – Andorra         | 4 – 0   | EK 2016 kwalificatie   | 4          | 0                                          | 0           |
| 13 oktober 2015  | Sofia, Bulgarije     | Bulgarije – Azerbeidzjan | 2 – 0   | EK 2016 kwalificatie   | 7          | 0                                          | 0           |
| 6 oktober 2016   | Vaduz, Liechtenstein | Liechtenstein – Albanië  | 0 – 2   | WK 2018 kwalificatie   | 4          | 0                                          | 0           |
| 12 november 2016 | Antalya, Turkije     | Turkije – Kosovo         | 2 – 0   | WK 2018 kwalificatie   | 3          | 0                                          | 0           |
| 2 september 2017 | Belgrado, Servië     | Servië – Moldavië        | 3 – 0   | WK 2018 kwalificatie   | 0          | 0                                          | 0           |
| 14 november 2017 | Wenen, Oostenrijk    | Oostenrijk – Uruguay     | 2 – 1   | Vriendschappelijk      | 0          | 0                                          | 0           |
| 26 maart 2018    | Felcsút, Hongarije   | Bulgarije – Kazachstan   | 2 – 1   | Vriendschappelijk      | 1          | 0                                          | 0           |
| 11 oktober 2018  | Pristina, Kosovo     | Kosovo – Malta           | 3 – 1   | Nations League 2018/19 | 4          | 1                                          | 0           |
| 7 juni 2019      | Praag, Tsjechië      | Tsjechië – Bulgarije     | 2 – 1   | EK 2020 kwalificatie   | 6          | 0                                          | 0           |
| 14 oktober 2019  | Reykjavik, IJsland   | IJsland – Andorra        | 2 – 0   | EK 2020 kwalificatie   | 3          | 0                                          | 0           |
| 28 maart 2021    | Pristina, Kosovo     | Kosovo – Zweden          | 0 – 3   | WK 2022 kwalificatie   | 6          | 1                                          | 0           |
| 14 november 2021 | Luxemburg, Luxemburg | Luxemburg – Ierland      | 0 – 3   | WK 2022 kwalificatie   | 7          | 0                                          | 0           |
| 29 maart 2022    | Wenen, Oostenrijk    | Oostenrijk – Schotland   | 2 – 2   | Vriendschappelijk      | 0          | 0                                          | 0           |
| 9 juni 2022      | Volos, Griekenland   | Griekenland – Cyprus     | 3 – 0   | Nations League 2022/23 | 2          | 0                                          | 0           |
| 16 juni 2023     | Riga, Letland        | Letland – Turkije        | 2 – 3   | EK 2024 kwalificatie   | 5          | 1                                          | 0           |
| 11 juni 2024     | Boedapest, Hongarije | Wit-Rusland – Israël     | 0 – 4   | Vriendschappelijk      | 3          | 1                                          | 0           |
| 13 oktober 2024  | Linz, Oostenrijk     | Oostenrijk – Noorwegen   | 5 – 1   | Nations League 2024/25 | 2          | 0                                          | 0           |

Laatst bijgewerkt op 17 oktober 2024.